# Wapen van Oostenrijk

Rood-wit-rood wapenschild van het Hertogdom Oostenrijk

Het wapen van Oostenrijk werd in 1920 ingevoerd. Tussen 1934 en 1945 werd een ander wapen gevoerd. In 1945 werd het oorspronkelijke wapen, zij het enigszins aangepast, opnieuw ingevoerd.

## Beschrijving
Het wapen toont een zwevende, eenkoppige, naar rechts kijkende, zwarte adelaar, met gele poten en snavel. De adelaar draagt op de borst een rood wapenschild met zilveren dwarsbalk. De adelaar draagt een gouden muurkroon met drie zichtbare kantelen, symbool voor de burgerij.
In de rechterpoot draagt de adelaar een sikkel, in de linkerpoot een hamer. Sikkel en hamer symboliseren landbouw en industrie. Beide poten zijn geketend. De verbroken keten werd in 1945 toegevoegd en symboliseert het bevrijde, democratische, Oostenrijk.

## Geschiedenis
Het borstschild (balkenschild) van de adelaar staat symbool voor het hertogdom Oostenrijk, dat min of meer uit het huidige Neder-Oostenrijk en delen van Opper-Oostenrijk bestond. Het huidige wapen van Neder-Oostenrijk, met vijf leeuweriken, was oorspronkelijk het wapen voor de Habsburgse bezittingen in Oostenrijk. Wanneer het rood-witte wapen deze plaats innam is niet helemaal duidelijk. Waarschijnlijk was dit in de loop van de 14e eeuw.
Volgens de overlevering gaat het balkenschild terug naar de tijd van de Derde Kruistocht, waar ook Leopold V van Oostenrijk aan deelnam. Zijn witte kleding zou geheel in bloed gedrenkt zijn geweest, met uitzondering van een witte streep waar hij zijn riem had gedragen.
Volgens een andere uitleg gaat het rood-wit-rood terug op de laatste telg van de Babenbergers, Frederik II van Oostenrijk (1210-1246), die als teken van onafhankelijkheid van het hertogdom ten opzichte van het Heilige Roomse Rijk rond 1230 een nieuw wapenschild aannam. Het oudste bewijsstuk hiervoor is een zegel van 30 november 1230 in het archief van het klooster Lilienfeld.

## De adelaar
De adelaar is een verwijzing naar de dubbele adelaar van het Heilige Roomse Rijk, waarin Oostenrijk een leidende rol speelde. Onder de Babenbergers werd een eenkoppige adelaar gevoerd. De dubbele adelaar ontstond in 1804, toen Oostenrijk onder Frans I een keizerrijk werd. Later werd de dubbele adelaar het symbool van Oostenrijk-Hongarije. De beide koppen kijken naar het westen (Cisleithanië) en het oosten (Transleithanië). Het borstschild bestaat uit drie delen: een rode leeuw op een geel veld (Habsburg), het Oostenrijkse wapen en een schuine balk (rood) met witte adelaars (Lotharingen) op een geel veld. De adelaar houdt in zijn ene poot de scepter en de rijkszwaard in de andere de rijksappel en is gekroond met de keizerlijke kroon. Op sommige versies heeft de adelaar de veren uitgeslagen en staan op de veren de wapens van de meest prominente landen vergelijkbaar met die van Rusland of het Duitse Rijk. Op 8 mei 1919 werd de eenkoppige adelaar ingesteld, als wapen van de Eerste Oostenrijkse Republiek.
In 1934, met de invoering van het austrofascisme, werd de dubbele adelaar opnieuw ingesteld. De socialistische hamer en sikkel werden afgeschaft en de beide koppen van de adelaar kregen een aura, wat de christelijke achtergrond van het land symboliseerde. Na de Anschluss in 1938 werd ook dit wapen afgeschaft, lees gewoon niet getoond. Na 1945 werd de gebroken keten toegevoegd aan de poten, als symbool voor de bevrijding van het Nationaalsocialisme.

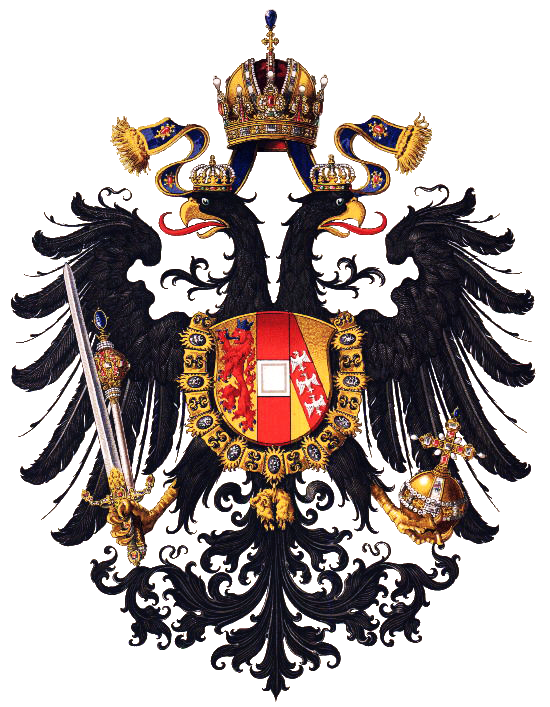
Dubbele adelaar van het Keizerrijk Oostenrijk (1815-1915)
Wapen van Cisleithanië (1915-1918)
Wapen van de Eerste Oostenrijkse Republiek (1919-1934)
Wapen van Oostenrijk tijdens het Austrofascisme (1934-1938)